# Anna Romantowska
Anna Romantowska (ur. 16 maja 1950 w Białymstoku) – polska aktorka filmowa i teatralna.

## Życiorys
W 1974 r. ukończyła studia na PWST w Warszawie.
Występowała w Teatrze Śląskim im. Stanisława Wyspiańskiego w Katowicach (w latach 1974–1975), w Teatrze Narodowym (w latach 1975–1984) i w latach 1984–1993 w warszawskim Teatrze Studio.
Głos Ani Shirley w cyklu Ania z Zielonego Wzgórza. Od 1977 gra w filmach emitowanych w telewizji polskiej i produkcjach kinowych. Swoją pierwszą rolę filmową zagrała w Trzy po trzy. W 1997 r., podczas II Festiwalu Gwiazd w Międzyzdrojach, odcisnęła dłoń na Promenadzie Gwiazd. Jest laureatką nagród na Festiwalu Polskich Filmów Fabularnych za drugoplanową rolę kobiecą w filmach: Przesłuchanie (1982), Statyści (2006).

### Życie prywatne
Była żoną aktora Krzysztofa Kolbergera i reżysera Jacka Bromskiego. Jest matką reżyserki Julii Kolberger.

## Filmografia
- 2024: Skrzyżowanie jako Helena Jaster
- 2022: Gang Zielonej Rękawiczki jako Alicja
- 2022: Gry rodzinne jako Jolanta
- 2019: Pułapka jako Helena Rataj, matka Olgi Sawickiej
- 2018: Miłość jest wszystkim jako aktorka
- 2017: Belle Epoque jako matka przełożona (odc. 3)
- 2015: Aż po sufit! jako Alina (odc. 12)
- 2013: Ambassada jako Wydawca
- 2013: Sierpniowe niebo. 63 dni chwały jako pani Robaczewska
- 2011: Aida Kazimiera Zych, matka Pauli (odc. 10)
- 2011: Hotel 52 Hanna Kolasa-Johnson (odc. 37)
- 2010: Skrzydlate świnie jako Janicka
- 2010: Duch w dom jako duch teściowej Heleny
- 2009: Nigdy nie mów nigdy jako matka Amy
- 2009: Mniejsze zło jako matka Kamila
- 2008–2010: Czas honoru jako Sabina Sajkowska
- 2006: Futro jako Teresa Frankowska
- 2006: Statyści jako księgowa Maria
- 2005: Solidarność, Solidarność... jako żona Romana
- 2003: Jesień w Warszawie jako Anna Bielkiewicz
- 2000: To ja, złodziej jako Maria, żona Seweryna
- 1998: Matki, żony i kochanki (II) jako Wiktoria Zarychta
- 1996–2000: Dom jako Martyna Stroynowska/Klara, siostra bliźniaczka Martyny
- 1996: Panna Nikt jako wychowawczyni
- 1996 Dzieci i ryby jako Anna, właścicielka firmy reklamowej
- 1995: Matki, żony i kochanki jako Wiktoria Zarychta
- 1993: Kuchnia polska jako Zuzanna Szymanko (odc. 6)
- 1989: Sztuka kochania jako Teresa
- 1989: Przesłuchanie jako Mira Szajnert
- 1987: Zabij mnie glino jako Dorota
- 1982: Jeśli się odnajdziemy jako Barbara Dębińska
- 1982: Krzyk jako pielęgniarka
- 1979: Kobieta i kobieta jako Irena

Polski dubbing
- 1976: Pogoda dla bogaczy jako Julia
- 1976: Ja, Klaudiusz jako Liwilla

## Nagrody
- 1980 laureatka nagrody Przewodniczącego Komitetu ds. Radia i Telewizji za rolę tytułową w cyklu słuchowisk o Ani z Zielonego Wzgórza
- 1990 Przesłuchanie: Nagroda za drugoplanową rolę kobiecą na Festiwalu Polskich Filmów Fabularnych
- 2006 Statyści: Nagroda za drugoplanową rolę kobiecą na Festiwalu Polskich Filmów Fabularnych

## Odznaczenia
- 1994 laureatka Honorowego Odznaczenia Związku Niewidomych